# Microseris borealis
Microseris borealis là một loài thực vật có hoa trong họ Cúc. Loài này được (Bong.) Sch.Bip. mô tả khoa học đầu tiên năm 1866.